# Дапориджо
Дапориджо (англ. Daporijo) — містечко у Північно-Східній Індії, адміністративний центр округу Верхній Субансірі індійського штату Аруначал-Прадеш.

## Географія
Розташований у західній частині штату.

### Клімат
Містечко знаходиться у зоні, котра характеризується вологим субтропічним кліматом. Найтепліший місяць — липень із середньою температурою 20.8 °C (69.5 °F). Найхолодніший місяць — січень, із середньою температурою 7.3 °С (45.1 °F).
| Клімат Дапориджо        | Клімат Дапориджо | Клімат Дапориджо | Клімат Дапориджо | Клімат Дапориджо | Клімат Дапориджо | Клімат Дапориджо | Клімат Дапориджо | Клімат Дапориджо | Клімат Дапориджо | Клімат Дапориджо | Клімат Дапориджо | Клімат Дапориджо | Клімат Дапориджо |
| Показник                | Січ.             | Лют.             | Бер.             | Квіт.            | Трав.            | Черв.            | Лип.             | Серп.            | Вер.             | Жовт.            | Лист.            | Груд.            | Рік              |
| Середній максимум, °C   | 14,5             | 15,6             | 19               | 20,9             | 22,9             | 24,9             | 25,2             | 25,1             | 24,4             | 22,3             | 19               | 15,6             | 20,8             |
| Середня температура, °C | 7,3              | 9                | 12,3             | 14,8             | 17,5             | 20,2             | 20,8             | 20,6             | 19,7             | 16,5             | 12,2             | 8,5              | 15               |
| Середній мінімум, °C    | 0,1              | 2,4              | 5,7              | 8,8              | 12,1             | 15,5             | 16,5             | 16,2             | 15,1             | 10,8             | 5,5              | 1,4              | 9,2              |
| Норма опадів, мм        | 10.5             | 20.2             | 42.7             | 116.7            | 191.1            | 325.1            | 366.4            | 279.9            | 205.6            | 84               | 13.8             | 8.6              | 1664.5           |
| ----------------------- | ---------------- | ---------------- | ---------------- | ---------------- | ---------------- | ---------------- | ---------------- | ---------------- | ---------------- | ---------------- | ---------------- | ---------------- | ---------------- |
| Джерело: Weatherbase    |                  |                  |                  |                  |                  |                  |                  |                  |                  |                  |                  |                  |                  |